# Apasíacas
Os apasíacas (em latim: apasiacae), segundo Políbio e Estêvão, o Bizantino, eram uma tribo masságeta nômade que habitava entre o Oxo e o Tânais. Segundo R. Schmitt, isso significa que habitavam a costa oriental do mar de Aral, pois a menção ao Tânais seria uma confusão com o Jaxartes, ou junto ao Oxo no oeste de Báctria. Há tempos se coloca que podem ser os pásicas (pasicae) que aparecem em Ptolemeu ou outros povos registrados pelos clássicos, mas nenhuma das tentativas foi conclusiva. P. Daffinà sugeriu, por exemplo, associá-los aos pasí(a)cas (pasi(a)cae), pasianos (pasiani / pasianoi) e apásios (apasii / apásioi). W. Tomaschek propôs que o etnônimo deriva do iraniano *-Pa-sakā ("sacas da água"), mas segundo Schmitt é uma forma incompatível com a fonética; F. Altheim e R. Stiehl propuseram que derivou de *Āpa-šyā-ka- ("regozijando-se com a água"), mas novamente Schmitt questiona a proposta, pois não é compatível nem com a formação do termo grego, nem com a semântica.
Nos anos 240 a.C., sob liderança do xá Ársaces I (r. 247–217 a.C.) e seu irmão Tirídates I, os parnos invadiram a Pártia e assumiram controle de Astabena (Astaua), a região norte daquele território, do sátrapa Andrágoras, que há pouco havia se rebelado contra o basileu Seleuco II Calínico (r. 246–225 a.C.). Pouco tempo depois, os parnos capturaram o resto da Pártia de Andrágoras, matando-o no processo. Uma expedição de recuperação sob Seleuco foi feita em 230/228 a.C., o que se mostrou problemático para Ársaces, que estava ao mesmo tempo em guerra com Diódoto II (r. 239–220 a.C.) do Reino Greco-Báctrio. A fim de evitar combates em duas frentes, Ársaces concluiu rapidamente um tratado de paz com Diódoto. Apesar disso, não foi capaz de impedir a expedição e foi forçado a deixar a Pártia à Ásia Central, onde se refugiou com os apasíacas.